# Patching
Patching – wieś w Anglii, w hrabstwie West Sussex, w dystrykcie Arun. Leży 23 km na wschód od miasta Chichester i 77 km na południe od Londynu. W 2001 miejscowość liczyła 230 mieszkańców.